# أولماس (ماء غازي)

علامة المياه الغازية أولماس

 أولماس هو اسم تجاري للماء المعدني الغازي الطبيعي تابع لشركة المياه المعدنية بأولماس. الماء ينبع من عين لالة حيا بمنطقة تارميلات قرب مدينة ولماس المغربية حيث يعبأ في قنينات.

## التاريخ

علامة المياه الغازية الطبيعية أولماس قديمة

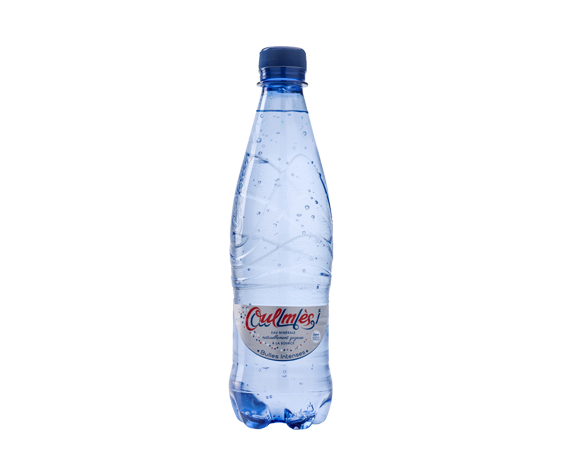
Boison oulmes-mini

تمّ اكتشاف عين لالة حيا على الضفّة اليسرى لوادي بولحمايل (نهر أبو رقراق) سنة 1917 من طرف المستعمر الفرنسي ليتم بعدها إجراء تحاليل دقيقة في المختبرات سنة 1924 أثبتت المنافع الصحية التي يتوفر عليها هذا المنبع الطبيعي.
وفي سنة 1933 تم الشروع في استغلال المياه المعدنية الغازية الطبيعية التي تنبع من العين وذلك  بتعبئتها في قارورات زجاجية بالمعمل الذي أنشء بقرية تارميلات (12 كلم عن مركز والماس). وقد كانت المياه تُحْمل عبر أسلاك التيليفيريك نظرا لوعورة المسلك الرابط بين العين و المعمل (حوالي 5 كلم من المنعرجات و الانحدار الوعر) إلى حين ربط المعمل بالعين بأنابيب لنقل المياه والغاز.

## أولماس المياه المعدنية الغازية المعبأة
أولماس مياه المعدنية الغازية الطبيعية تركيبتها مكونة على مر الزمن ومتناسبة مع كل معايير الجودة لأنها تخضع لعمليات مراقبة الجودة يوميا المياه المعدنية الغازية المعترف بها تستفيد من طرف الدولة من حماية بواسطة محيط واقي.

## مواضيع لها صلة
- إيفيان (ماء)
- ماء مكربن
- زمزم كولا